# Antonio Lisi
Antonio Lisi (Galatina, 3 novembre 1938 – Roma, 20 aprile 1999) è stato un politico e avvocato italiano, senatore della Repubblica nella XII e XIII legislatura.

## Biografia
Laureato in giurisprudenza, è avvocato.
Viene eletto al Senato con Alleanza Nazionale nel 1994, confermando il proprio seggio anche alle elezioni politiche del 1996. È vicecapogruppo di AN, vicepresidente della commissione Affari costituzionali e membro della Commissione bicamerale.
Muore da senatore in carica il 20 aprile 1999, all'età di 60 anni. Dopo il suo decesso vennero indette elezioni suppletive per il Senato e il seggio andò ad Alberto Maritati del centrosinistra.